# Raymond Williams
Raymond Henry Williams (Pandy, Monmouthshire, País de Gales; 31 de agosto de 1921 – Saffron Walden, Essex, Inglaterra; 26 de janeiro de 1988) foi um escritor socialista, acadêmico, novelista, e crítico influente na Nova Esquerda e amplamente na cultura. Seus escritos em política, cultura, mídia e literatura contribuíram para uma critica marxista da cultura e das artes. Cerca de 750 mil cópias de seus livros foram vendidas somente nas edições do Reino Unido, com muitas traduções disponíveis ao redor do mundo. Seu trabalho lançou as bases para o campo dos Estudos Culturais e do materialismo cultural.

## Vida
Williams nasceu em 31 de agosto em Pandy, norte de Llanfihangel Crucorney, Monmouthshire, em um vilarejo perto de Abergavenny, no País de Gales. Filho de um ferroviário assentado em uma área rural, teve contacto desde muito cedo com o movimento operário e os partidos do campo progressista, onde manteve vínculos políticos tanto com o Partido Comunista da Grã-Bretanha, quanto com o Partido Trabalhista britânico (o Labour). Pensador de formação política e cultural híbrida, que revelava as marcas indeléveis de influências diversas, Williams iniciou sua trajetória intelectual nos ambientes do movimento operário inglês. Ingressou no mundo acadêmico através de bolsas de estudos e estudou na Universidade de Cambridge. Seus escritos em política, cultura, literatura e cultura de massas refletem uma ideologia de base marxista. Foi uma figura influente dentro da Nova Esquerda, nos Estudos Culturais e nas teorias da cultura em geral.
Uma de suas obras mais importantes é o livro "Palavras-chave", no qual ele destrinça a origem etimológica de palavras diretamente relacionadas à luta de classes e da formação da sociedade moderna. Como exemplo, podemos ler o traçado sobre o termo "trabalho", que tem origem no latim "tripallium", um instrumento de tortura composto por três paus (daí a origem do seu termo em latim), usado desde a antiguidade para punir devedores de impostos ou servidão.